# Hexatheca johannis-winkleri
Hexatheca johannis-winkleri är en tvåhjärtbladig växtart som beskrevs av Friedrich Fritz Wilhelm Ludwig Kraenzlin. Hexatheca johannis-winkleri ingår i släktet Hexatheca och familjen Gesneriaceae. Inga underarter finns listade i Catalogue of Life.